# Saison 2013-2014 de l'Élan sportif chalonnais
La saison 2013-2014 de l'Élan sportif chalonnais est la dix-huitième de l'Élan chalon en Pro A, avec une huitième place.

## Transfert
| Arrivées - Jon Brockman : Limoges (Pro A) - A. J. Slaughter : Cholet (Pro A) - Josh Bostic : Belfius Mons-Hainaut (1er Division) - Wilbert Brown : Aix-Maurienne (Pro B) - Mareks Jurevičus : Véroli (LegaDue) En cours de saison - Kris Joseph : Dijon (Pro A) - Erving Walker : Dijon (Pro A) - Jean-Denys Choulet (Entraineur) : Al Mouttahed Tripoli (FLB League) | Départs - Blake Schilb : Étoile rouge de Belgrade (Ligue adriatique) - Shelden Williams : Tianjin Ronggang (CBA) - Nicolas Lang : Paris Levallois (Pro A) - Ulysse Adjagba : Aix-Maurienne (Pro B) En cours de saison - Josh Bostic : Spartak Saint Petersbourg (VTB United League) - Wilbert Brown : Le Portel (Pro B) - Mareks Jurevičus : BK Liepājas Lauvas (LBL) - Mickael Hay (Entraineur) : Blois (Nationale 1) |

## Effectif de la saison
- Wilbert Brown , 2,05 m, coupé.
- Hervé Touré , 2,04 m, pigiste médical.
- Josh Bostic , 1,96 m, coupé.
- Mareks Jurevičus , 1,98 m, coupé.
- David Michineau , 1,89 m, prêté.
- Mickael Hay , demis de ses fonctions.

## Matchs

### Matchs amicaux
Avant saison
- Chalon-sur-Saône / Roanne : 87-70 (Ain Star Game à Bourg-en-Bresse)
- Bourg-en-Bresse / Chalon-sur-Saône : 82-91 (Ain Star Game à Bourg-en-Bresse)
- Dijon / Chalon-sur-Saône : 83-70
- Chalon-sur-Saône / Nancy : 68-69 (à Mâcon : Le Spot)
- Lyon-Villeurbanne / Chalon-sur-Saône : 72-96 (à Saint-Chamond)
- Chalon-sur-Saône / Strasbourg : 92-76 (à Besançon)
- Chalon-sur-Saône / Dijon : 75-67
- Chalon-sur-Saône / Mons-Hainaut : 85-78 (Tournoi d'Alfortville)
- Chalon-sur-Saône / Le Mans : 74-59 (Tournoi d'Alfortville)
- Dijon / Chalon-sur-Saône : 82-77 (Tournoi d'Alfortville)
- Chalon-sur-Saône / Roanne : 71-66

### Championnat

#### Matchs aller
- Chalon-sur-Saône / Orléans : 54-67
- Strasbourg / Chalon-sur-Saône : 78-68
- Chalon-sur-Saône / Le Mans : 89-77
- Chalon-sur-Saône / Paris-Levallois : 65-75
- Lyon-Villeurbanne / Chalon-sur-Saône : 85-75
- Chalon-sur-Saône / Dijon : 66-73
- Roanne / Chalon-sur-Saône : 58-64
- Chalon-sur-Saône / Gravelines Dunkerque : 102-74
- Antibes / Chalon-sur-Saône : 80-103
- Chalon-sur-Saône / Cholet : 84-87
- Limoges / Chalon-sur-Saône : 92-88
- Chalon-sur-Saône / Le Havre : 77-67
- Nancy / Chalon-sur-Saône : 79-91
- Chalon-sur-Saône / Nanterre : 105-63
- Pau-Lacq-Orthez / Chalon-sur-Saône : 67-81

#### Matchs retour
- Chalon-sur-Saône / Strasbourg : 93-71
- Dijon / Chalon-sur-Saône : 86-80
- Chalon-sur-Saône / Roanne : 95-75
- Le Mans / Chalon-sur-Saône : 97-86 (Après Prolongation)
- Gravelines-Dunkerque / Chalon-sur-Saône : 71-76
- Chalon-sur-Saône / Antibes : 104-68
- Paris-Levallois / Chalon-sur-Saône : 86-79
- Chalon-sur-Saône / Lyon-Villeurbanne : 78-73
- Cholet / Chalon-sur-Saône : 85-104
- Chalon-sur-Saône / Limoges : 95-80
- Le Havre / Chalon-sur-Saône : 86-69
- Chalon-sur-Saône / Nancy : 71-80
- Orléans / Chalon-sur-Saône : 101-106 (Après Prolongation)
- Chalon-sur-Saône / Pau-Lacq-Orthez : 79-72
- Nanterre / Chalon-sur-Saône : 89-57

Extrait du classement de Pro A 2013-2014
| Rang | Équipe            | Pts | J  | G  | P  | Pp   | Pc   | Diff |
| ---- | ----------------- | --- | -- | -- | -- | ---- | ---- | ---- |
| 4    | Nancy             | 60% | 30 | 18 | 12 | 2297 | 2178 | 119  |
| 5    | Paris Levallois   | 60% | 30 | 18 | 12 | 2295 | 2219 | 76   |
| 6    | Dijon             | 60% | 30 | 18 | 12 | 2131 | 2103 | 28   |
| 7    | Lyon-Villeurbanne | 57% | 30 | 17 | 13 | 2285 | 2152 | 133  |
| 8    | Chalon-sur-Saône  | 57% | 30 | 17 | 13 | 2484 | 2342 | 142  |
| 9    | Orléans           | 54% | 30 | 16 | 14 | 2257 | 2246 | 11   |
| 10   | Nanterre          | 54% | 30 | 16 | 14 | 2319 | 2275 | 44   |
| 11   | Pau-Lacq-Orthez   | 50% | 30 | 15 | 15 | 2297 | 2345 | -48  |

#### Play-off

##### Quart de finale
- Strasbourg / Chalon-sur-Saône : 93-82
- Chalon-sur-Saône / Strasbourg : 91-81
- Strasbourg / Chalon-sur-Saône : 88-81

### Coupe de France
- Chalon-sur-Saône / Lyon-Villeurbanne : 76-77 (Après Prolongation)

### Coupe d'Europe

#### EuroCoupe

##### 1erphase

###### Matchs aller
- Charleroi / Chalon-sur-Saône : 59-83
- Chalon-sur-Saône / Oldenbourg : 71-82
- Sassari / Chalon-sur-Saône : 102-87
- Bilbao / Chalon-sur-Saône : 77-67
- Chalon-sur-Saône / Z.Zagreb : 65-80

###### Matchs retour
- Chalon-sur-Saône / Charleroi : 91-77
- Oldenbourg / Chalon-sur-Saône : 73-83
- Chalon-sur-Saône / Sassari : 80-82
- Chalon-sur-Saône / Bilbao : 81-79
- Z.Zagreb / Chalon-sur-Saône : 75-71

| Rang | Équipe                    | Pts | J  | G | P | Pp  | Pc  | Diff |  | Résultats (dom.\ext.)     |        |       |       |       |        |       |
| ---- | ------------------------- | --- | -- | - | - | --- | --- | ---- |  | ------------------------- | ------ | ----- | ----- | ----- | ------ | ----- |
| 1    | Sassari                   | 17  | 10 | 7 | 3 | 866 | 817 | 49   |  | Gescrap Bilbao Basket     |        | 82-77 | 91-93 | 98-71 | 77-67  | 90-84 |
| 2    | Cedevita Zagreb           | 16  | 10 | 6 | 4 | 797 | 760 | 37   |  | Cedevita Zagreb           | 89-79  |       | 94-83 | 88-75 | 75-71  | 64-72 |
| 3    | Gescrap Bilbao Basket     | 15  | 10 | 5 | 5 | 855 | 826 | 29   |  | Sassari                   | 94-100 | 77-68 |       | 94-78 | 102-87 | 91-93 |
| 4    | EWE Baskets Oldenburg     | 15  | 10 | 5 | 5 | 789 | 797 | -8   |  | Belgacom Spirou Charleroi | 79-73  | 64-72 | 68-63 |       | 59-83  | 53-70 |
| 5    | Chalon-sur-Saône          | 14  | 10 | 4 | 6 | 779 | 786 | -7   |  | Chalon-sur-Saône          | 81-79  | 65-80 | 80-82 | 91-77 |        | 71-82 |
| 6    | Belgacom Spirou Charleroi | 13  | 10 | 3 | 7 | 706 | 806 | -100 |  | EWE Baskets Oldenburg     | 91-86  | 92-90 | 77-96 | 74-82 | 73-83  |       |

## Bilan

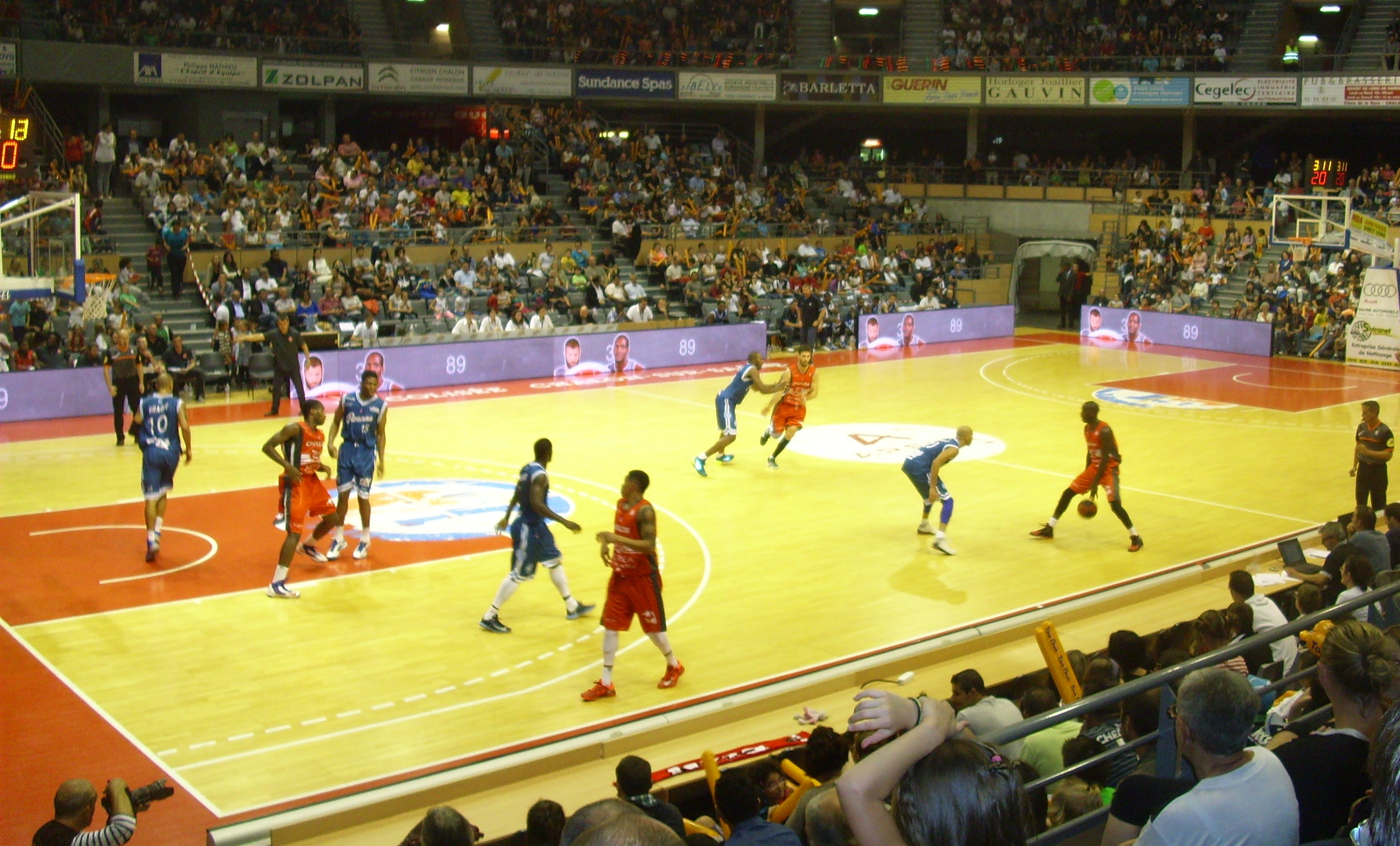
Match amical entre l'Élan Chalon et Roanne en 2013

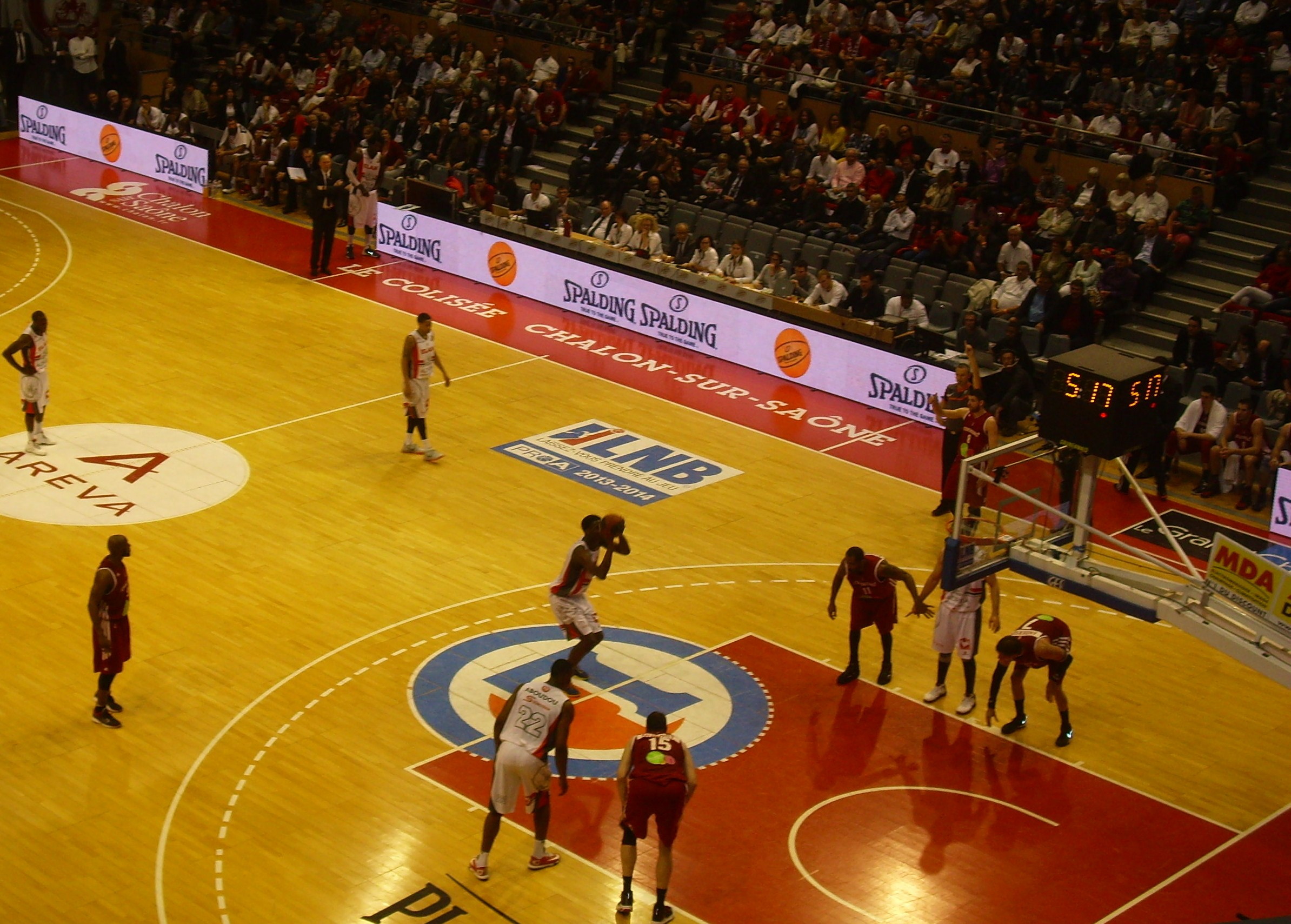
Match de play-off de Pro A en 2014 entre l'Élan Chalon et Strasbourg

Pour la saison 2013-2014 l'elan chalon voit cinq arrivées (Jon Brockman, A. J. Slaughter, Wilbert Brown, Josh Bostic et Mareks Jurevičus) pour cinq départs (Blake Schilb, Shelden Williams, Kevin Houston, Nicolas Lang et Ulysse Adjagba). Wilbert Brown n'est pas conservé après le premier match de championnat. Mickael Hay est limogé fin octobre 2013 après un mauvais début de saison (trois défaites en quatre rencontres) et c'est Jean-Denys Choulet qui le remplace au poste d'entraineur, le 29 octobre 2013. Le 10 novembre 2013, Josh Bostic et Mareks Jurevičus partent du club, et Kris Joseph arrive à Chalon-sur-Saône. L'Élan Chalon est éliminé de l'EuroCoupe en première phase (cinquième sur six avec quatre victoires pour six défaites). Le club avec Jean-Denys Choulet redresse la barre et finit les matchs aller du championnat à la neuvième place avec un bilan de huit victoires pour sept défaites. Pendant cette période, une victoire notable au Colisée contre Nanterre, le champion de France en titre (105 à 63). Mais l'Élan Chalon manque la qualification pour la Leaders Cup à la suite du match rejoué (11e journée) contre Cholet (84-87 pour les Choletais), gagné en premier lieu par les Chalonnais (72 à 71) mais contesté par Cholet et finalement invalidé,,,. Début février 2014, Erving Walker est recruté en tant que joker. Le deuxième imbroglio arbitral touche le club avec une élimination de la Coupe de France (défaite à domicile 76-77 contre l'ASVEL), mais donner à rejouer dans un premier temps puis ce match à rejouer est annulé dans un deuxième temps,,. L'Élan Chalon finit la saison à la 8e place (17 victoires pour 13 défaites) et se qualifie pour les play-offs, mais le club se fait éliminer en quart de finale par Strasbourg.

## Distinctions
- Meilleur jeune de Pro A[15], Meilleur dunkeur de Pro A[16], MVP du mois de février 2014 : Clint Capela
- MVP du mois de décembre 2013 : A. J. Slaughter

## Sources
- Le Journal de Saône-et-Loire
- Basket Hebdo
- Catch-and-Shoot